# Druckkammlagerung

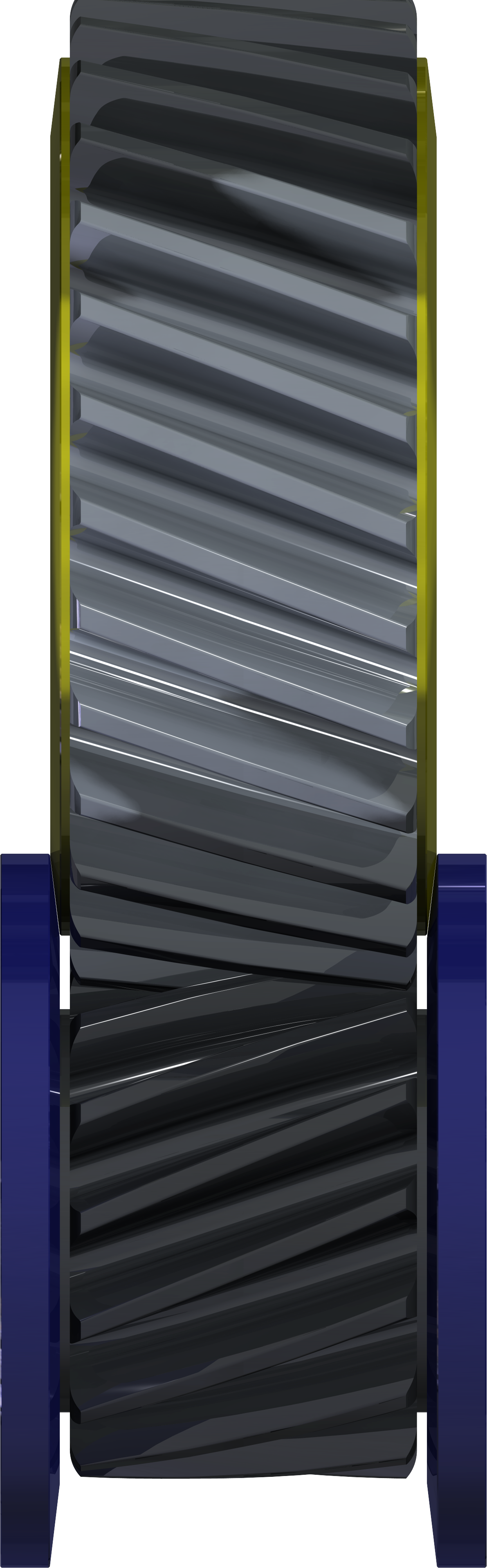
Schrägverzahnung mit Druckkammlagerung. Die Druckkämme (blau) am Ritzel (dunkel, klein) wirken mit den Anlaufringen (gelb) am Rad (hell, groß). Der Kegelwinkel ist übertrieben dargestellt.

Eine Druckkammlagerung dient der Axialkraftübertragung zwischen parallelen, rotierenden Wellen in Getrieben. Hauptsächlich wird so bei Schrägverzahnungen der parasitäre axiale Anteil der Verzahnungskraft oder in Getriebeverdichtern der Verdichterschub geleitet.

## Aufbau
Eine Druckkammlagerung besteht aus einem Druckkamm und einem Anlaufring.
Als Druckkamm wird eine Scheibe auf der schnell laufenden Welle bezeichnet, deren Außendurchmesser über den des Ritzels hinausragt. Der Anlaufring wird üblicherweise auf der langsam laufenden Welle an der Stirnseite des Rades unter den Zahnfuß geschliffen, kann aber auch separat als frei stehende Scheibe gebaut werden. Die Laufflächen werden kegelig (Kegelwinkel {\displaystyle 0{,}05^{\circ }<\delta <2^{\circ }}) ausgeführt, so dass im überdeckten Gebiet ein konvergenter Spalt entsteht, welcher mit dem Getriebeöl den Aufbau eines hydrodynamischen Tragfilms ermöglicht. Der kontraforme Kontakt ist dem Bereich der Elastohydrodynamik zuzuordnen. Da der Schmierspalt nah am Wälzkreis der Verzahnung liegt, an dem die Umfangsgeschwindigkeit von Rad und Ritzel gleich ist, ist die hydrodynamisch wirksame Geschwindigkeit (Summe der Umfangsgeschwindigkeiten) hoch, und die Differenzgeschwindigkeit nahe Null. Erstere bedeutet hohes Tragvermögen, letztere eine geringe Verlustleistung im Vergleich zu Wälz- oder Gleitlagerungen, bei denen ein Kontaktpartner stillsteht.
Gewöhnlich wird die schnell laufende Welle schwimmend und die langsame fest-los gelagert, um eine automatische Einstellung des Schmierspaltes zu ermöglichen. Die Druckkammscheibe wird als zusätzliches Bauteil montiert und nicht integral mit dem Zahnrad gefertigt, um das kostengünstige Wälzfräsen der Verzahnung nicht zu behindern.

## Geschichte
Die Druckkammlagerung wurde 1922 im Kontext der Schrägverzahnung patentiert. Praktisch eingesetzt wurde sie im Folgenden jedoch nur zur Effizienzsteigerung bei Getriebeverdichtern, also bei einer Anwendung mit vergleichsweise hohen Drehzahlen und wenigen Anfahrvorgängen. Erst in den letzten Jahren wurde die Technik in weiteren Anwendungsgebieten genutzt, so z. B. in Getrieben für Nutzfahrzeuge, Schienenfahrzeuge oder Windkraftanlagen.

## Vor- und Nachteile

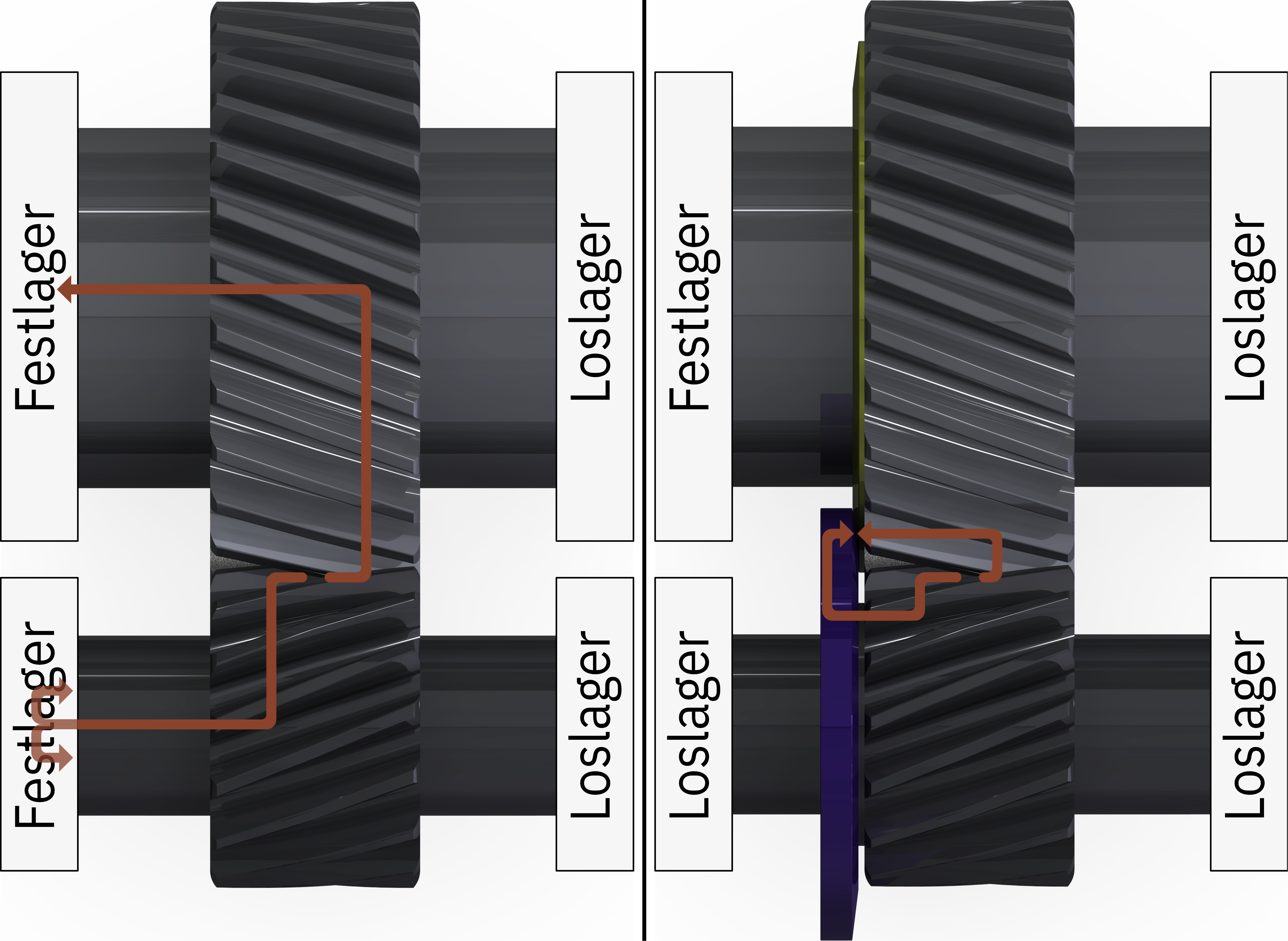
Vergleich des Flusses der schrägverzahnungsbedingten Axialkraft bei einer konventionellen Lagerung (links) und einer Druckkammlagerung (rechts). Die Druckkammlagerung ist so ausgeführt, dass sie nur in eine Drehrichtung funktioniert.

### Vorteile
- Verbesserung des Getriebewirkungsgrades[5]
- Verbesserung der akustischen Eigenschaften[2]
- Leichtbau möglich durch geringere Beanspruchung der Wellen und des Gehäuses

### Nachteile
- zusätzliches Bauteil
- Verschleiß bei sehr niedrigen Drehzahlen vor dem Erreichen der Vollschmierung (Anfahrvorgang, siehe Stribeck-Kurve)
- kein standardisiertes analytisches Auslegungsverfahren vorhanden[6]; Einsatz von spezialisierten numerischen Berechnungswerkzeugen notwendig[5]